# Bande Nere (metrostation)
Bande Nere is een metrostation in de Italiaanse stad Milaan dat werd geopend op 18 april 1975 en wordt bediend door lijn 1 van de metro van Milaan.

## Geschiedenis
Metrostation Bande Nere zou volgens de plannen uit 1952 het westelijke eindpunt van de zuidtak van lijn 1 worden. De zuidtak die tussen 1964 en 1966 werd gebouwd liep bij de opening 2 april 1966 echter niet verder dan Gambara. Bande Nere moest daarna nog negen jaar wachten voordat de verlenging tot Inganni werd geopend. Bande Nere is het oostelijkste van het trio dat op 18 april 1975 werd geopend. Het is net als het bovenliggende plein genoemd naar de 16e-eeuwse legerleider Giovanni dalle Bande Nere.

## Ligging en inrichting
De verdeelhal en de perrons liggen boven elkaar op respectievelijk niveau -1 en -2 in het verlengde van de Via Sofonisba Anguissola onder het plein. De toegangen liggen aan weerszijden van de Viale Legioni Romane aan de westkant van het plein. De plattegrond van de verdeelhal is zoals het standaardontwerp, de achterwand is echter vervangen door ramen waardoor een blik op de sporen kan worden geworpen. De verdeelhal wordt gedragen door zuilen tussen de sporen, verder naar het oosten bestaat het dak uit liggers die de grond en de straat boven de tunnel dragen. Hoewel het station onderdeel is van lijn 1 zijn de wanden voor een groot deel afgewerkt met een groene beplating, de lijnkleur van lijn 2.